# Notsodipus capensis
Espèce
Notsodipus capensis est une espèce d'araignées aranéomorphes de la famille des Lamponidae.

## Distribution
Cette espèce est endémique du Gascoyne en Australie-Occidentale,. Elle se rencontre dans la chaîne du Cap.

## Description
La femelle holotype mesure 3,9 mm et le mâle paratype 5,0 mm.

## Étymologie
Son nom d'espèce, composé de cap et du suffixe latin -ensis, « qui vit dans, qui habite », lui a été donné en référence au lieu de sa découverte, la chaîne du Cap.

## Publication originale
- Platnick, 2000 : A relimitation and revision of the Australasian ground spider family Lamponidae (Araneae: Gnaphosoidea). Bulletin of the American Museum of Natural History, no 245, p. 1-330 (texte intégral).